# Nacer Chadli
Nacer Chadli (ur. 2 sierpnia 1989 w Liège) – belgijski piłkarz marokańskiego pochodzenia, występujący na pozycji pomocnika, obecnie bez klubu. W latach 2011–2021 wielokrotny reprezentant Belgii. Brązowy medalista Mistrzostw Świata 2018. Uczestnik Mistrzostw Świata 2014 oraz Mistrzostw Europy 2020. Były reprezentant Maroka.
W swojej karierze występował m.in. w takich klubach jak: Tottenham Hotspur, FC Twente, West Bromwich Albion czy AS Monaco.

## Kariera klubowa
Chadli urodził się w Belgii w rodzinie pochodzenia marokańskiego. Treningi rozpoczął w 1994 roku w klubie JS Thier-à-Liège. W 1998 roku trafił do juniorów Standardu Liège, a w 2005 roku odszedł do juniorskiej ekipy holenderskiego MVV Maastricht. Występował w niej przez 2 lata. W 2007 roku Chadli podpisał kontrakt z zespołem AGOVV Apeldoorn z Eerste divisie. W tych rozgrywkach zadebiutował 7 września 2007 roku w przegranym 2:6 pojedynku z RKC Waalwijk. 4 kwietnia 2008 roku w przegranym 3:6 spotkaniu z Volendamem strzelił pierwszego gola w Eerste divisie. W AGOVV spędził 3 lata. W 2010 roku odszedł do klubu FC Twente, grającego w Eredivisie. W tej lidze pierwszy mecz zaliczył 6 sierpnia 2010 roku przeciwko Rodzie Kerkrade (0:0). 30 października 2010 roku w wygranym 1:0 pojedynku z PSV Eindhoven zdobył pierwszą bramkę w Eredivisie. 21 lipca 2013 roku podpisał kontrakt z angielskim Tottenhamem Hotspur, w którym zdobył 2 razy Puchar Ligi Angielskiej. W 2018 roku po spadku WBA do Championship przeszedł do AS Monaco podpisując 3-letni kontrakt.
Po niezbyt udanym pierwszym sezonie w Monaco został wypożyczony do RSC Anderlecht. Pomimo zdobycia 8 bramek w 17 meczach Anderlecht zakończył sezon bez awansu do europejskich pucharów. 10 września 2020 roku ogłoszono podpisanie przez Chadliego dwuletniego kontraktu z mistrzem Turcji İstanbul Başakşehir.

## Kariera reprezentacyjna
17 listopada 2010 roku w zremisowanym 1:1 towarzyskim meczu z Irlandią Północną Chadli zadebiutował w reprezentacji Maroka. W 2011 roku zdecydował się jednak na grę w reprezentacji Belgii. Zadebiutował w niej 9 lutego 2011 roku w zremisowanym 1:1 towarzyskim pojedynku z Finlandią.
29 marca 2011 roku zdobył pierwszą bramkę w kadrze w trakcie meczu eliminacji Mistrzostw Europy 2012 przeciwko Azerbejdżanowi. 13 maja 2014 roku Chadli znalazł się w kadrze na Mistrzostwa Świata. Chadli wystąpił w czterech meczach, w tym ćwierćfinałowym starciu z Argentyną przegranym 1:0.
W 2018 roku po raz drugi znalazł się w kadrze na Mundial. W starciu 1/8 finału przeciwko Japonii wszedł z ławki i zdobył zwycięską bramkę w doliczonym czasie gry. Dziennikarze BBC uznali ją najładniejszym trafieniem turnieju. Belgowie na tym mundialu zajęli trzecie miejsce i zdobyli brązowe medale.